# 궤도선 막대 센서 시스템

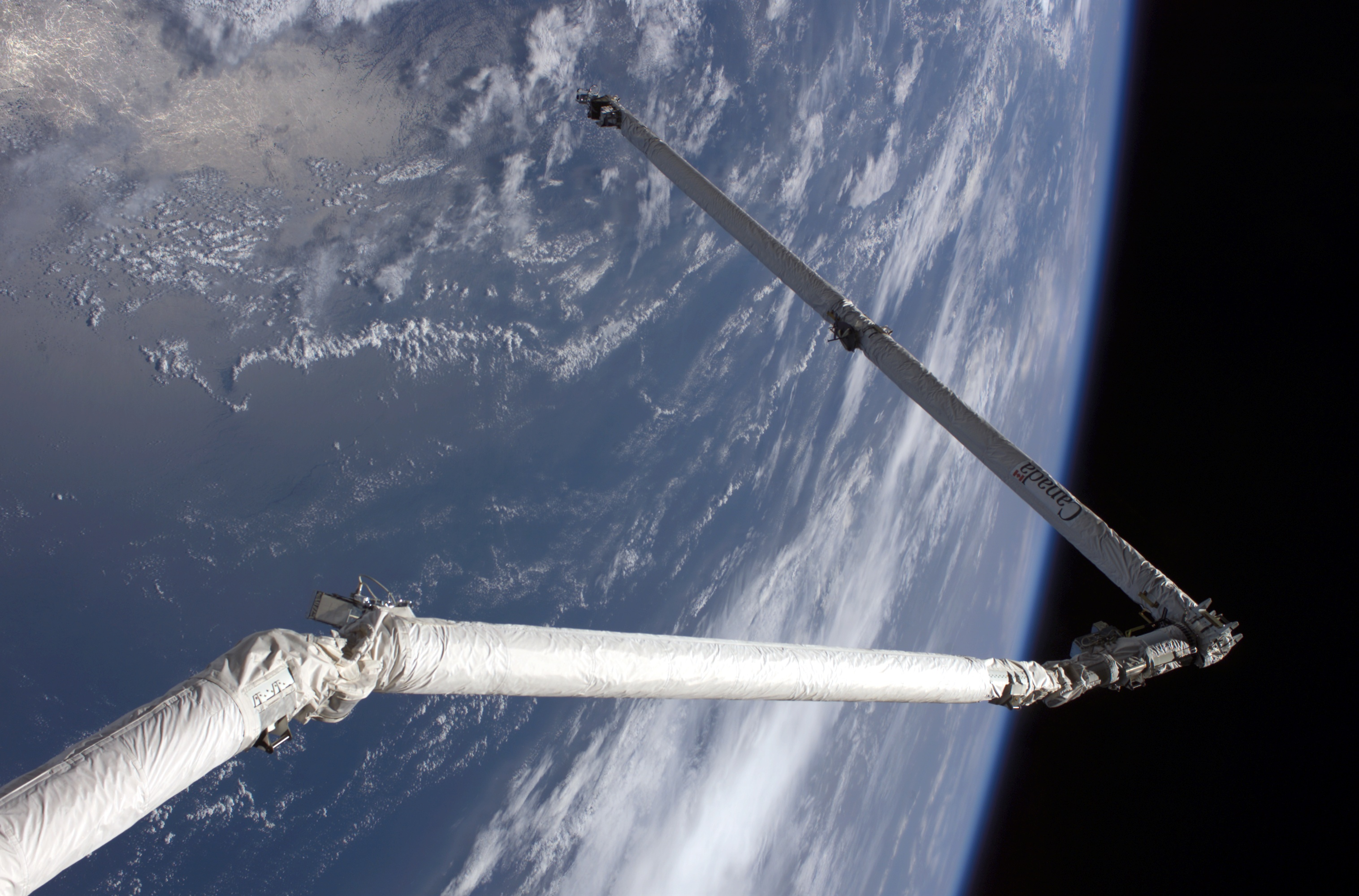
STS-114 임무에서 왕복선 원격 조종 시스템(RMS)이 OBSS를 잡고 있는 모습.

궤도선 막대 센서 시스템(Orbiter Boom Sensor System, OBSS)은 약 15 m 길이의 막대로, 우주왕복선의 캐나다암에 부착하여 전체 로봇 팔의 길이를 30 m 정도로 늘리는 역할을 하였다. 막대 끝부분에는 카메라와 레이저가 있는 장비 묶음이 있어, 발사와 착륙 사이 기간 동안 왕복선을 검사할 수 있었다.
OBSS가 도입된 배경은 컬럼비아 우주왕복선 공중분해 사고로, 우주왕복선 내열 시스템(열차폐)을 재진입 전 검사하기 위해서 도입되었다. OBSS는 STS-114 디스커버리 우주왕복선에 처음 실린 후 2011년 우주왕복선이 퇴역할 때까지 모든 임무에 실렸다. OBSS는 캐나다암이 닿지 않는 부위까지 열차폐를 검사하기 위해서 고안된 만큼, 열차폐를 정밀하게 검사하기 위한 장비를 탑재하였다.

## 설명
막대는 캐나다암 자체와 디자인은 같았으며, 관절 부위가 고정되어 있다는 차이만 있었다. 나머지 세 왕복선용 OBSS는 캐나다암의 예비 부품을 사용하여 제조하였기 때문에, 상대적으로 빠르게 제작되었다.
OBSS 끝부분에는 센서 장비 묶음 2개가 설치되었다. 첫 번째 묶음에는 레이저 동적 영역 영상기(LDRI)와 심화 텔레비전 카메라(ITVC)가, 두 번째 묶음에는 레이저 카메라 시스템(LCS)과 디지털 카메라(IDC)가 설치되었다. 모든 센서의 화질은 몇 밀리미터 정도였으며, 초속 6.35 cm로 스캔할 수 있었다.
OBSS에는 핸드레일도 달려 있어, 선외활동을 하는 우주 비행사들이 수리가 필요할 때 왕복선의 밑 부분에 닿을 수 있게끔 되어 있다.

## STS-120의 ISS 수리

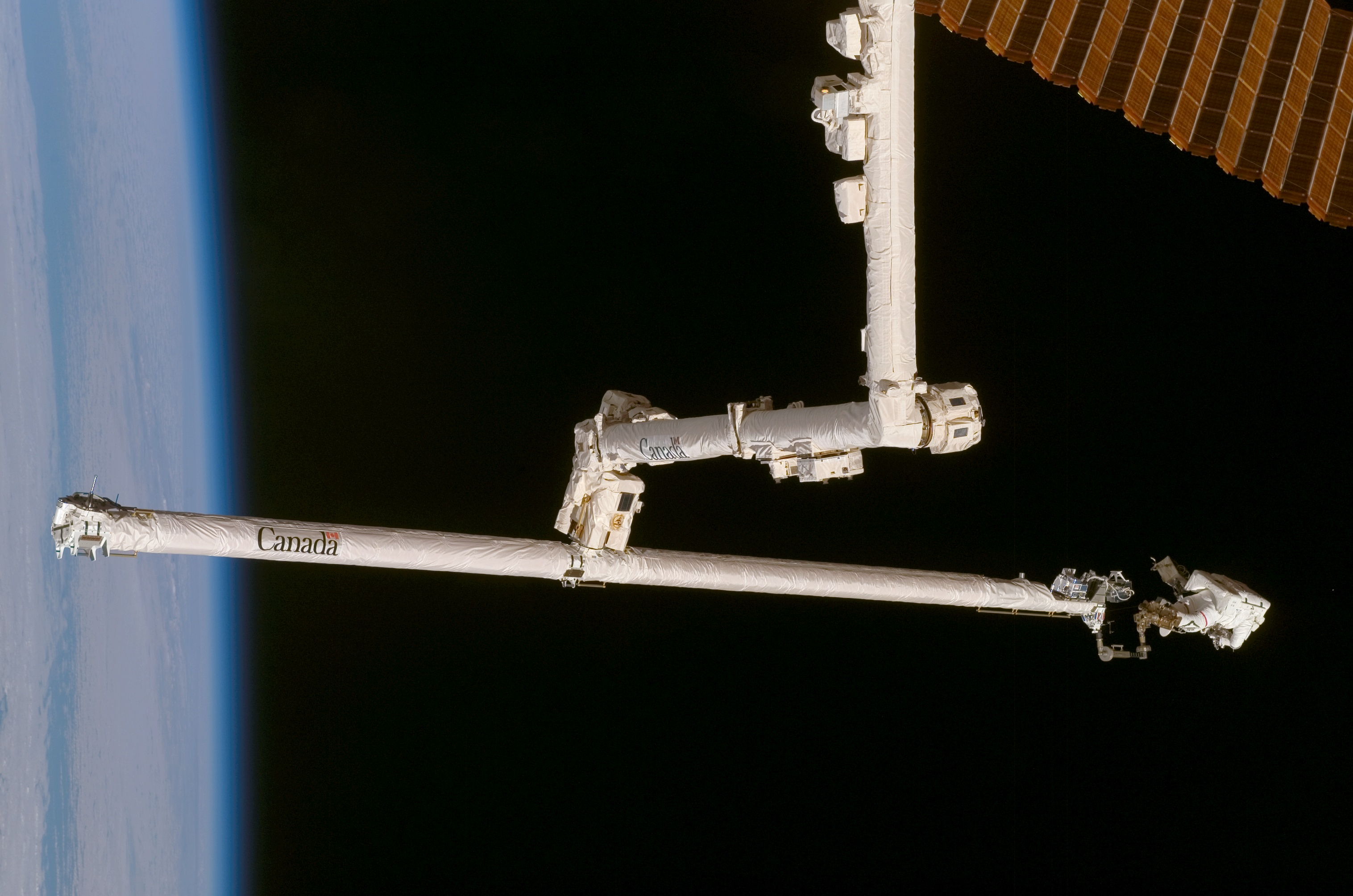
우주 비행사 스콧 파라진스키가 OBSS 끝에서 P6 태양 전지를 수리하는 모습.

STS-120 임무에서 OBSS는 설계에서 상정했던 사용 방법을 벗어나, 국제우주정거장 캐나다암2의 연장봉으로서 쓰였다. STS-120 임무 기간 중에 P6 태양 전지가 펼쳐지는 과정에서 손상을 입어, 캐나다암2가 OBSS를 잡은 다음 우주 비행사 스콧 파라진스키가 막대 끝 부분에 올라가 수리를 진행했다. 캐나다암2는 OBSS에 전력을 공급할 수 없었기 때문에 설계치보다 전력 비공급 시간이 길었지만, 작업 시작 전 충분히 가열이 이루어졌기 때문에 손상은 입지 않았다.

## 강화 ISS 막대 조립
OBSS를 국제우주정거장의 로봇 팔에 연결하여 우주 비행사가 더 먼 곳까지 이동할 수 있다는 장점 검토를 통해, NASA는 STS-134 임무에서 OBSS를 국제우주정거장에 남겨두고 오는 계획을 세웠다. 이 계획은 강화 ISS 막대 조립(Enhanced ISS Boom Assembly)이라고 불렸으며, 캐나다암2로부터 전력을 공급받을 수 있게끔 OBSS의 개조가 이루어졌다. 막대는 2011년 5월 27일 STS-134의 네 번째 선외활동을 통해 S1 트러스에 보관되었으며, 선외활동 도중 기존에 OBSS에 있던 센서들을 분리하였다.